# Даунс, Аарон
Аарон Теренс Даунс (англ. Aaron Terence Downes; род. 15 мая 1985, Маджи, Новый Южный Уэльс) — австралийский футболист. В настоящее время — ассистент главного тренера «Торки Юнайтед».

## Карьера

### Клубная карьера
Учился в Австралийском Институте, после окончания которого перебрался в Англию. Проходил просмотр в клубе «Болтон Уондерерс» и какое-то время выступал за любительский клуб «Фрикли Атлетик». 1 августа 2004 года по приглашению тренера Роя МакФарланда перешёл в клуб «Честерфилд».
В конце сезона 2006/2007 после вылета «Честерфилда» из Второй Английской лиги продлил контракт и был назначен капитаном команды после ухода Марка Эллота.
22 апреля 2009 года Даунс подписал контракт на 2 года с «Честерфилдом», даже несмотря на то, что до подписания контракта он получил серьёзную травму. Покинул клуб после окончания сезона 2011/2012.
В июле 2012 года Аарон подписал контракт с клубом Второй Английской лиги «Торки Юнайтед». Он провёл отличный сезон, совместно с Брайаном Саа был создан прекрасный оборонный тандем. В конце сезона был признан болельщиками «Игроком Сезона». В июне 2013 года продлил контракт с клубом до 2015 года.
11 мая 2015 года по приглашению тренера Гари Джонсона переходит в клуб «Челтнем Таун», который только что вылетел из Второй лиги.
Летом 2018 года закончил свою профессиональную карьеру.
13 декабря 2018 года стал помощником главного тренера в своём бывшем клубе «Торки Юнайтед».

### Международная карьера
Привлекался в юношескую и молодёжную сборные Австралии. Был основным защитником на молодёжном Чемпионате мира 2005 года, также становился победителем молодёжного Чемпионата Океании.

## Достижения
- Победитель Национальная лига: 1 (2015/16)
- Победитель Второй Английской лиги: 1 (2010/2011)
- Победитель Молодёжного Чемпионата Океании: 1 (2005)